# Team BAD
Palmarès
1 fois NXT Women's Champion - Sasha Banks
1 fois WWE Women's Tag Team Champions
Team B.A.D. était une équipe de catch de la World Wrestling Entertainment (WWE), composée de Naomi, Tamina et Sasha Banks. Cette dernière a rejoint Naomi et Tamina en juillet 2015. Elle quitte par la suite l'équipe en février 2016, puis celle-ci prend fin en avril 2016 après la blessure de Tamina.